# اندیس پل زال
پل زال یک اندیس مصالح ساختمانی است که در حوالی شهر بالارود استان خوزستان قرار دارد و مادهٔ معدنی موجود در آن، مارن است.سنگ میزبان این اندیس مارن است  